# Уолмарк, Альфред
Альфред Уолмарк (англ. Alfred Wolmark, 1877 — 6 января 1961) — художник-декоратор, один из пионеров Нового движения.

## Биография
Уолмарк родился в Варшаве, в еврейской семье. Он эмигрировал в Лондон и получил британское гражданство в 1894 году. Он учился при Королевской Академии в 1895-8 годах, получил серебряную медаль.
Ненадолго вернувшись в Польшу в 1903 году, он делал работы на основании еврейских исторических тем. В 1911 году он попал под влияние современной французской живописи, и исполнил ряд наблюдений за работой бретонских рыбаков и портовой жизнью. Он работал в области декорации интерьеров, театра и витражей в 1911—1915 годах. В 1915 году он исполнил витраж для церкви Святой Марии в Слау. В 1919—1920 годах он написал серию городских пейзажей Нью-Йорка. Он провёл множество выставок в Лондоне, Нью-Йорке, Париже, включая выставку портретов в галереях Lefèvre в 1928 года. Ретроспектива его работ была проведена в Художественной галерее Ференса, в Кингстон-апон-Хилл, в 1975 году. Был одним из главных инициаторов создания Художественной галереи Бен Ури в 1915 году.
Сейчас его работы находятся во многих галереях мира, включая Национальную портретную галерею, Художественные галереи Лондона, Шеффилда и Дерби.